# Alternanthera rigida
Alternanthera rigida là loài thực vật có hoa thuộc họ Dền. Loài này được B.L.Rob. & Greenm. mô tả khoa học đầu tiên năm 1895.